# 筒球虫
筒球虫（学名：Solenosphaera zanguebarica）为胶球虫科筒球虫属的动物。分布于太平洋和印度洋热带海、大西洋，包括东海、海南岛等海域。